# آرال‌بایوو
آرال‌بایوو (انگلیسی: Aralbayevo) یک شهرک در شهرستان زیلایرسکی استان باشقیرستان کشور روسیه است.